# Надзвичайна ситуація з куркою Хобокен
Надзвичайна ситуація з куркою Хобокен (англ. The Hoboken Chicken Emergency) — дитяча книга 1977 року авторів Деніел і Джил Пінквотер. Книгу, можливо, надихнула порода курей Джерсійський гігант.

## Сюжет
Головного героя, Артура, просять забрати зарезервовану індичку на вечерю на День подяки, але ринок втратив бронювання, і в жодному магазині в цьому районі немає індичок чи інших птахів, які можна купити. Тож Артур знаходить і приносить додому 120-кілограмову курку на ім'я Генрієтта. Родина зустрічає її з розкритими обіймами, але сусіди не дуже впевнені. Після втечі Генрієтти всі в місті нажахані.

## В інших роботах
Надзвичайна ситуація з куркою Хобокен був адаптований до телевізійного фільму в 1984 році. Він був адаптований до п'єси Чедом Генрі в 1988 році.